# Centaurea aziziana
Centaurea aziziana — вид квіткових рослин айстрових (Asteraceae). Ареал: Вірменія, сх. Туреччина, пн. і зх. Іран.